# San Bartolomé
San Bartolomé é um município da Espanha na província de Las Palmas, comunidade autónoma das Canárias. Tem 40,9 km² de área e em 2021 tinha 19 058 habitantes (densidade: 466 hab./km²).

## Demografia
| Variação demográfica do município entre 1991 e 2004 | Variação demográfica do município entre 1991 e 2004 | Variação demográfica do município entre 1991 e 2004 | Variação demográfica do município entre 1991 e 2004 |
| --------------------------------------------------- | --------------------------------------------------- | --------------------------------------------------- | --------------------------------------------------- |
| 1991                                                | 1996                                                | 2001                                                | 2004                                                |
| 6217                                                | 9852                                                | 13030                                               | 16884                                               |